# Charles Fletcher-Cooke
Charles Fletcher Fletcher-Cooke, (5 mai 1914 - 24 février 2001) est un homme politique britannique.

## Jeunesse
Fletcher-Cooke est né dans une famille professionnelle de Londres, bien que financièrement diminuée en raison de la mort de son père des suites de blessures reçues lors de la campagne de Gallipoli. Il est le fils de Charles Arthur Cooke (1883-1914) et de Gwendoline May, née Bradford (1883-1977). Son frère aîné, John Fletcher-Cooke, est député de Southampton Test de 1964 à 1966.
Il fait ses études au Malvern College et à Peterhouse, à Cambridge, où il est président de la Cambridge Union en 1936. Il est apôtre et membre du Parti communiste.
Il devient avocat et est admis au barreau par Lincoln's Inn en 1938, devenant conseiller du roi après la guerre. Il sert dans le Royal Naval Reserve pendant la Seconde Guerre mondiale et est conseiller juridique du gouvernement britannique lors de la Conférence du Danube en 1948.

## Carrière politique
À l'origine candidat du Parti travailliste, Fletcher-Cooke se présente pour le siège d'East Dorset en 1945, mais perd. Il rejoint le Parti conservateur et est élu député de Darwen aux élections générales de 1951, qu'il représente jusqu'aux élections générales de 1983, lorsque le siège est supprimé lors des changements de limites.
Fletcher-Cooke est responsable de la création, de l'introduction et de l'adoption du Suicide Act 1961, qui dépénalise le suicide à travers le Royaume-Uni, bien qu'il ait essayé de présenter un tel projet de loi privé devant le Parlement britannique pendant plus d'une décennie auparavant. Mis à part une certaine opposition catholique et anglicane conservatrice, le projet de loi est adopté facilement.
Fletcher-Cooke est un ministre subalterne au ministère de l'Intérieur de 1961 à 1963, date à laquelle il démissionne. Fletcher-Cooke est ensuite délégué à l'Assemblée consultative du Conseil européen et Député européen de 1977 à 1979. Il est fait chevalier en 1981.

## Vie privée
En 1959, Fletcher-Cooke épouse une divorcée glamour, Diana Westcott, ancienne Lady Avebury. Lors de la réception de mariage, les invités estiment que le fait que le gâteau soit en carton est une représentation appropriée de la relation entre les deux. Ils se séparent peu après.
En Février 1963, Fletcher-Cooke démissionne de son poste de ministre junior au Home Office après qu'un jeune de dix-huit ans sorti de Maison de correction, nommé Anthony Turner ait été arrêté pour excès de vitesse dans l'est de Londres. Il était au volant de la voiture Austin Princess de Fletcher-Cooke avec sa permission mais sans assurance ni permis de conduire,. Il s'avère que Turner vivait avec Fletcher-Cooke qui « s'occupait de lui » après avoir été présentés l'un à l'autre par Robin Maugham.
Dans sa lettre de démission, Fletcher-Cooke déclare qu'« il s'était particulièrement préoccupé du suivi des délinquants. Ayant été présenté à Turner... il s'était dûment lié d'amitié avec le jeune homme et avait essayé de l'aider. Après réflexion, il a estimé que cette ligne de conduite avait été « bien intentionnée mais malavisée ». ".